# 615 Roswitha
A 615 Roswitha egy a Naprendszer kisbolygói közül, amit August Kopff fedezett fel 1906. október 11-én.